# Georg II av Grekland
Georg II av Grekland (grekiska: Γεώργιος Β΄, Geórgios II), född 19 juli 1890 på slottet Tatoi utanför Aten, död 1 april 1947 i Aten, var kung av Grekland 1922–1924 och 1935–1947.
Georg avstängdes från tronföljden samtidigt med faderns avsättning från tronen 1917. När fadern återvände 1920, återinsattes han i sina rättigheter, och blev efter faderns andra abdikation 1922 kung. Efter republikanernas valseger 1923 tvingades Georg dock lämna landet. Han levde i exil i Storbritannien, men efter en folkomröstning 1935 kallades han tillbaka till Grekland. Under andra världskriget levde Georg i landsflykt i Sydafrika och Storbritannien. Efter ännu en folkomröstning till monarkins förmån, återvände han till Grekland 1946.
Georg II av Grekland var son till Konstantin I av Grekland och Sofia av Preussen. Han var gift 1921–1935 med Elisabeth av Rumänien, född 12 oktober 1894, död 14 november 1956. I äktenskapet födde inga barn. Han efterträddes av sin yngre bror, Paul I av Grekland.